# Список призерів чемпіонатів України з легкої атлетики серед чоловіків (технічні дисципліни та багатоборство)
Цей список включає призерів чемпіонатів України з легкої атлетики в чоловічих технічних дисциплінах (стрибки та метання) та десятиборстві за всі роки їх проведення.

## Стрибки

### Стрибки у висоту
| Чемпіонат | Золото                                 | Срібло                                                 | Бронза                               |
| --------- | -------------------------------------- | ------------------------------------------------------ | ------------------------------------ |
| 1992      | Юрій Сергієнко Миколаївська область    | Володимир Костенко Київ                                | Казбек Гутієв Київ                   |
| 1993      | В'ячеслав Тиртишник Київська область   |                                                        |                                      |
| 1994      | Юрій Сергієнко Миколаївська область    |                                                        | Микола Скороход Харківська область   |
| 1995      | Сергій Колесник Київ                   |                                                        |                                      |
| 1996      | В'ячеслав Тиртишник Київська область   | Юрій Сергієнко Миколаївська область                    | Руслан Гливинський Одеська область   |
| 1997      | Олег Воробей Білорусь                  | В'ячеслав Тиртишник Київська область                   | Руслан Стіпанов Хмельницька область  |
| 1998      | В'ячеслав Тиртишник Київська область   | Руслан Стіпанов Хмельницька область                    | Юрій Шапчиць Херсонська область      |
| 1999      | Сергій Димченко Київ                   | Андрій Соколовський Вінницька область                  | Руслан Гливинський Одеська область   |
| 2000      | Андрій Соколовський Вінницька область  | Руслан Гливинський Одеська область                     | Сергій Димченко Київ                 |
| 2001      | Андрій Соколовський Вінницька область  | Сергій Димченко Київ                                   | Руслан Гливинський Одеська область   |
| 2002      | Руслан Гливинський Одеська область     | Артем Козбанов Дніпропетровська область                | Віктор Шаповал Львівська область     |
| 2003      | Андрій Соколовський Вінницька область  | Руслан Гливинський Одеська область                     | Віктор Шаповал Львівська область     |
| 2004      | Андрій Соколовський Вінницька область  | Руслан Гливинський Одеська область                     | Юрій Кримаренко Київ                 |
| 2005      | Юрій Крімаренко Київська область       | Андрій Соколовський Вінницька область                  | Віктор Шаповал Львівська область     |
| 2006      | Андрій Соколовський Вінницька область  | Богдан Бондаренко Харківська область                   | Віктор Шаповал Львівська область     |
| 2007      | Віктор Шаповал Львівська область       | Андрій Соколовський Вінницька область                  | Дмитро Дем'янюк Львівська область    |
| 2008      | Юрій Крімаренко Київська область       | Олександр Нартов Харківська область                    | Богдан Бондаренко Харківська область |
| 2009      | Віктор Шаповал Львівська область       | Дмитро Дем'янюк Львівська область                      | Андрій Проценко Херсонська область   |
| 2010      | Дмитро Дем'янюк Львівська область      | Олександр Нартов Харківська область                    | Віктор Шаповал Львівська область     |
| 2011      | Богдан Бондаренко Харківська область   | Олександр Нартов Харківська область                    | Андрій Проценко Херсонська область   |
| 2012      | Андрій Проценко Херсонська область     | Богдан Бондаренко Харківська область                   | Олександр Нартов Харківська область  |
| 2013      | Юрій Крімаренко Київ                   | Дмитро Дем'янюк Львівська область                      | Андрій Проценко Херсонська область   |
| 2014      | Дмитро Яковенко Кіровоградська область | Юрій Крімаренко КиївАндрій Ковальов Херсонська область | не вручалась                         |
| 2015      | Дмитро Яковенко Кіровоградська область | Андрій Проценко Херсонська область                     | Артур Колесник Миколаївська область  |
| 2016      | Дмитро Яковенко Кіровоградська область | Олександр Баранніков Житомирська область               | Юрій Крімаренко Київ                 |
| 2017      | Віктор Лонський Житомирська область    | Дмитро Дем'янюк Львівська область                      | Юрій Кримаренко Київ                 |
| 2018      | Андрій Проценко Херсонська область     | Дмитро Дем'янюк Львівська область                      | Андрій Ковальов Херсонська область   |
| 2019      | Андрій Проценко Херсонська область     | Дмитро Дем'янюк Львівська область                      | Вадим Кравчук Львівська область      |
| 2020      | Андрій Проценко Херсонська область     | Дмитро Яковенко Кіровоградська область                 | Олег Дорощук Кіровоградська область  |
| 2021      | Андрій Проценко Херсонська область     | Дмитро Яковенко Кіровоградська область                 | Олег Дорощук Кіровоградська область  |
| 2022      | Олег Дорощук Кіровоградська область    | Роман Петрук Житомирська областьЮрій Кримаренко Київ   | не вручалась                         |
| 2023      | Дмитро Нікітін Житомирська область     | Богдан Бондаренко Харківська область                   | Олег Дорощук Кіровоградська область  |
| 2024      | Олег Дорощук Кіровоградська область    | Владислав Лавський Львівська область                   | Дмитро Нікітін Житомирська область   |
| 2025      | Олег Дорощук Кіровоградська область    | Вадим Кравчук Львівська область                        | Дмитро Нікітін Житомирська область   |

### Стрибки з жердиною
| Чемпіонат | Золото                                      | Срібло                                                              | Бронза                                                             |
| --------- | ------------------------------------------- | ------------------------------------------------------------------- | ------------------------------------------------------------------ |
| 1992      | Сергій Єсипчук Київ                         | Олександр Червоний Донецька область                                 |                                                                    |
| 1993      | Олександр Черняєв Київ                      |                                                                     |                                                                    |
| 1994      | Василь Бубка Донецька область               |                                                                     | Олександр Єременко Київ                                            |
| 1995      | В'ячеслав Шутєєв Харківська область         |                                                                     |                                                                    |
| 1996      | Василь Бубка Донецька область               |                                                                     |                                                                    |
| 1997      | В'ячеслав Шутєєв Харківська область         | Олександр Жуков Донецька область                                    | Василь Бубка Донецька область                                      |
| 1998      | В'ячеслав Шутєєв Харківська область         | Андрій Афонін Донецька область                                      | Денис Юрченко Донецька область                                     |
| 1999      | Денис Юрченко Донецька область              | Максим Руденко Донецька область                                     | Руслан Єременко КиївЮрій Блонський Київська область                |
| 2000      | Денис Юрченко Донецька область              | Олександр Корчмід Київська область                                  | Руслан Єременко Київська область                                   |
| 2001      | Руслан Єрьоменко Київська область           | Вадим Строгалєв Росія                                               | Денис Юрченко Донецька область                                     |
| 2002      | Денис Юрченко Донецька область              | Максим Мазурик Донецька область                                     | Олександр Корчмід Київська область                                 |
| 2003      | Денис Юрченко Донецька область              | Олександр Корчмід Київська область                                  | Максим Мазурик Донецька область                                    |
| 2004      | Руслан Єременко Київська область            | Олександр Корчмід Київська область                                  | Артем Матієнко Донецька область                                    |
| 2005      | Олександр Корчмід Київська область          | Владислав Ревенко Київська область                                  | Руслан Єременко Київська область                                   |
| 2006      | Денис Юрченко Донецька область              | Олександр Корчмід Київська область                                  | Максим Мазурик Донецька область                                    |
| 2007      | Денис Юрченко Донецька область              | Денис Федас Київ                                                    | Владислав Ревенко Київська область                                 |
| 2008      | Денис Юрченко Донецька область              | Максим Мазурик Донецька область                                     | Олександр Корчмід Київська область                                 |
| 2009      | Олександр Корчмід Київська область          | Денис Федас Київ                                                    | Сергій Горовий Київська область                                    |
| 2010      | Максим Мазурик Донецька область             | Олександр Корчмід Київська область                                  | Сергій Горовий Київська область                                    |
| 2011      | Денис Юрченко Донецька область              | Владислав Ревенко Київська область                                  | Сергій Горовий Київська область                                    |
| 2012      | Владислав Ревенко Київська область          | Іван Єрьомін Дніпропетровська областьДенис Юрченко Донецька область | не вручалась                                                       |
| 2013      | Олександр Корчмід Київська область          | Владислав Ревенко Київська область                                  | Денис Юрченко Донецька область                                     |
| 2014      | Владислав Ревенко Київська область          | Олександр Корчмід Київська область                                  | Максим Мазурик Донецька область                                    |
| 2015      | Олександр Корчмід Київська область          | Іван Єрьомін Дніпропетровська область                               | Богдан Демидов Дніпропетровська область                            |
| 2016      | Іван Єрьомін Дніпропетровська область       | Кирило Кіру Київська область                                        | Владислав Мандич Харківська областьТарас Шевцов Харківська область |
| 2017      | Іван Єрьомін Дніпропетровська область       | Владислав Малихін Київська область                                  | Тарас Шевцов Харківська область                                    |
| 2018      | Іван Єрьомін Дніпропетровська область       | Кирило Кіру Київська область                                        | Владислав Малихін Київська область                                 |
| 2019      | Кирило Кіру Київська область                | Тарас Шевцов Харківська область                                     | Артур Бортніков Дніпропетровська область                           |
| 2020      | Артур Бортніков Дніпропетровська область    | Ілля Кравченко Київська область                                     | Кирило Кіру Київська область                                       |
| 2021      | Іван Єрьомін Дніпропетровська область       | Кирило Кіру Вінницька область                                       | Олександр Онуфрієв Дніпропетровська область                        |
| 2022      | Іван Єрьомін Дніпропетровська область       | Артур Бортніков Дніпропетровська область                            | Владислав Малихін Київська область                                 |
| 2023      | Владислав Малихін Київська область          | Кирило Кіру Вінницька область                                       | Олександр Климач Київська область                                  |
| 2024      | Олександр Онуфрієв Дніпропетровська область | Ілля Бобровник Київ                                                 | Владислав Малихін Волинська область                                |
| 2025      | Владислав Малихін Волинська область         | Олександр Онуфрієв Дніпропетровська область                         | Валентин Лобода Донецька область                                   |

### Стрибки в довжину
| Чемпіонат | Золото                                     | Срібло                                          | Бронза                                          |
| --------- | ------------------------------------------ | ----------------------------------------------- | ----------------------------------------------- |
| 1992      | Сергій Лаєвський Дніпропетровська область  | Євген Семенюк Київ                              | Віталій Кириленко Харківська область            |
| 1993      | Віталій Кириленко Харківська область       | Ігор Стрельцов Запорізька область               |                                                 |
| 1994      | Віталій Кириленко Харківська область       |                                                 | Дмитро Мишка Тернопільська область              |
| 1995      | Віталій Кириленко Харківська область       | Сергій Глотов Донецька область                  | Ігор Лисенко Запорізька область                 |
| 1996      | Олексій Лукашевич Дніпропетровська область | Ігор Стрельцов Запорізька область               | Євген Семенюк Київська область                  |
| 1997      | Віталій Кириленко Харківська область       | Віктор Попко Дніпропетровська область           | Ігор Стрельцов Запорізька область               |
| 1998      | Роман Щуренко Дніпропетровська область     | Віталій Колпаков Київ                           | Валерій Васильєв Сумська область                |
| 1999      | Роман Щуренко Київ                         | Олексій Лукашевич Київ                          | Володимир Зюськов Київ                          |
| 2000      | Олексій Лукашевич Дніпропетровська область | Володимир Зюськов Донецька область              | Сергій Селіверстов Дніпропетровська область     |
| 2001      | Володимир Зюськов Донецька область         | Олексій Лукашевич Дніпропетровська область      | Сергій Селіверстов Дніпропетровська область     |
| 2002      | Володимир Зюськов Донецька область         | Валерій Васильєв Сумська область                | Денис Гордієнко Київ                            |
| 2003      | Володимир Зюськов Донецька область         | Олексій Лукашевич Дніпропетровська область      | Валерій Васильєв Сумська область                |
| 2004      | Володимир Зюськов Донецька область         | Валерій Васильєв Сумська область                | Олексій Лукашевич Дніпропетровська область      |
| 2005      | Володимир Зюськов Донецька область         | Олександр Пацеля Дніпропетровська область       | Дмитро Білоцерківський Дніпропетровська область |
| 2006      | Олексій Лукашевич Дніпропетровська область | Дмитро Білоцерківський Дніпропетровська область | Віктор Кузнєцов Київська область                |
| 2007      | Олексій Лукашевич Дніпропетровська область | Володимир Зюськов Донецька область              | Валерій Васильєв Київ                           |
| 2008      | Валерій Васильєв Київ                      | Володимир Зюськов Донецька область              | Дмитро Білоцерківський Дніпропетровська область |
| 2009      | Андрій Макарчев Дніпропетровська область   | Віктор Кузнєцов Київська область                | Олексій Лукашевич Дніпропетровська область      |
| 2010      | Олександр Солдаткін Донецька область       | Дмитро Тидень Хмельницька область               | Дмитро Білоцерківський Київська область         |
| 2011      | Андрій Макарчев Харківська область         | Тарас Неледва Луганська область                 | Артем Шпитько Київська область                  |
| 2012      | Іван Ліхачов Донецька область              | Віктор Кузнєцов Київська область                | Максим Москаленко Дніпропетровська область      |
| 2013      | Тарас Неледва Луганська область            | Віктор Ємець Полтавська область                 | Дмитро Тидень Хмельницька область               |
| 2014      | Тарас Неледва Луганська область            | Олексій Касьянов Запорізька область             | Сергій Никифоров Київська область               |
| 2015      | Тарас Неледва Луганська область            | Владислав Мазур Житомирська область             | Ярослав Ісаченков Харківська область            |
| 2016      | Сергій Никифоров Київська область          | Тарас Неледва Луганська область                 | Віктор Кузнєцов Київська область                |
| 2017      | Владислав Мазур Житомирська область        | Сергій Никифоров Київська область               | Ярослав Ісаченков Харківська область            |
| 2018      | Сергій Никифоров Київська область          | Владислав Мазур Житомирська область             | Ярослав Ісаченков Харківська область            |
| 2019      | Владислав Мазур Житомирська область        | Ярослав Ісаченков Харківська область            | Сергій Крук Тернопільська область               |
| 2020      | Ярослав Ісаченков Харківська область       | Ігор Гончар Донецька область                    | Антон Копитько Дніпропетровська область         |
| 2021      | Владислав Мазур Житомирська область        | Сергій Никифоров Київська область               | Ярослав Ісаченков Харківська область            |
| 2022      | Сергій Никифоров Київська область          | Антон Копитько Дніпропетровська область         | Ярослав Ісаченков Харківська область            |
| 2023      | Ярослав Ісаченков Харківська область       | Нікіта Маслюк Сумська область                   | Антон Копитько Дніпропетровська область         |
| 2024      | Данило Дубина Київ                         | Антон Нагорняк Вінницька область                | Андрій Махаринський Київ                        |
| 2025      | Нікіта Маслюк Сумська область              | Данило Дубина Київ                              | Ярослав Ісаченков Київ                          |

### Потрійний стрибок
| Чемпіонат | Золото                                       | Срібло                                         | Бронза                                       |
| --------- | -------------------------------------------- | ---------------------------------------------- | -------------------------------------------- |
| 1992      | Ілля Ящук Київ                               | Микола Мусієнко Дніпропетровська область       | Володимир Яринка Дніпропетровська область    |
| 1993      | Володимир Іноземцев Київ                     |                                                |                                              |
| 1994      | Володимир Кравченко Полтавська область       |                                                | Владислав Єгоров Дніпропетровська область    |
| 1995      | Віктор Попко Дніпропетровська область        | Сергій Ізмайлов Тернопільська область          | Володимир Іноземцев Київ                     |
| 1996      | Сергій Ізмайлов Тернопільська область        |                                                | Геннадій Глушенко Запорізька область         |
| 1997      | Юрій Осипенко Дніпропетровська область       | Геннадій Глушенко Запорізька область           | Володимир Кравченко Дніпропетровська область |
| 1998      | Віталій Колпаков Київ                        | Юрій Осипенко Дніпропетровська область         | Сергій Ізмайлов Полтавська область           |
| 1999      | Сергій Ізмайлов Полтавська область           | Олександр Зацаренко Дніпропетровська область   | Володимир Кравченко Дніпропетровська область |
| 2000      | Сергій Ізмайлов Полтавська область           | Андрій Троць Дніпропетровська область          | Володимир Кравченко Дніпропетровська область |
| 2001      | Володимир Кравченко Дніпропетровська область | Сергій Ізмайлов Полтавська область             | Андрій Троць Дніпропетровська область        |
| 2002      | Микола Саволайнен Київ                       | Андрій Троць Дніпропетровська область          | Володимир Кравченко Дніпропетровська область |
| 2003      | Микола Саволайнен Київ                       | Євген Семененко Харківська область             | Володимир Кравченко Дніпропетровська область |
| 2004      | Віктор Ястребов Київ                         | Микола Саволайнен Київ                         | Владислав Горбенко Дніпропетровська область  |
| 2005      | Віктор Ястребов Київ                         | Микола Саволайнен Київ                         | Євген Шапіро Полтавська область              |
| 2006      | Микола Саволайнен Київ                       | Євген Семененко Харківська область             | Василь Ніщик Рівненська область              |
| 2007      | Микола Саволайнен Київ                       | Євген Семененко Харківська область             | Віктор Кузнєцов Київська область             |
| 2008      | Віктор Ястребов Київська область             | Євген Семененко Харківська область             | Віктор Кузнєцов Київська область             |
| 2009      | Микола Саволайнен Київ                       | Євген Семененко Харківська область             | Віктор Ястребов Київська область             |
| 2010      | Віктор Ястребов Київська область             | Євген Семененко Харківська область             | Олександр Сергєєв Харківська область         |
| 2011      | Євген Семененко Харківська область           | Микола Саволайнен Черкаська область            | Дмитро Тидень Хмельницька область            |
| 2012      | Микола Саволайнен Черкаська область          | Євген Семененко Харківська область             | Юрій Опацький Донецька область               |
| 2013      | Віктор Ястребов Київська область             | Юрій Опацький Донецька область                 | Люкман Адамс Росія                           |
| 2014      | Віктор Ястребов Київська область             | Дмитро Тидень Хмельницька область              | Дмитро Чорнота Тернопільська область         |
| 2015      | Віктор Ястребов Київська область             | Андрій Станчев Київ                            | Віктор Кузнєцов Київська область             |
| 2016      | Андрій Станчев Київ                          | Павло Безніс Харківська область                | Олександр Малосілов Донецька область         |
| 2017      | Олександр Малосілов Донецька область         | Андрій Станчев Київ                            | Віктор Кузнєцов Київська область             |
| 2018      | Олександр Малосілов Донецька область         | Андрій Станчев Київ                            | Павло Безніс Харківська область              |
| 2019      | Олександр Малосілов Донецька область         | Артем Коноваленко Донецька область             | Олександр Попко Дніпропетровська область     |
| 2020      | Ігор Гончар Донецька область                 | Владислав Шепелєв Одеська область              | Олександр Малосілов Донецька область         |
| 2021      | Владислав Шепелєв Одеська область            | Максим Ваняікін Запорізька область             | Артем Коноваленко Запорізька область         |
| 2022      | Олександр Айко Київ                          | Владислав Шепелєв Одеська область              | Артем Коноваленко Донецька область           |
| 2023      | Артем Коноваленко Донецька область           | Володимир Данильченко Дніпропетровська область | Павло Бугаєнко Київська область              |
| 2024      | Владислав Шепелєв Одеська область            | Артем Коноваленко Донецька область             | Станіслав Гаврилюк Івано-Франківська область |
| 2025      |                                              |                                                |                                              |

## Метання

### Штовхання ядра
| Чемпіонат      | Золото                                    | Срібло                                    | Бронза                                    |
| -------------- | ----------------------------------------- | ----------------------------------------- | ----------------------------------------- |
| 1992           | Олександр Клименко Київ                   | Андрій Немчанінов Київ                    | Олександр Багач Київська область          |
| 1993           | Андрій Немчанінов Київ                    |                                           |                                           |
| 1994           | Олександр Багач Київська область          | Роман Вірастюк Івано-Франківська область  | Олександр Клименко Київ                   |
| 1995           | Олександр Багач Київська область          | Роман Вірастюк Івано-Франківська область  | Юрій Білоног Одеська область              |
| 1996           | Андрій Немчанінов Київська область        | Олександр Клименко Київ                   | Роман Вірастюк Івано-Франківська область  |
| 1997           | Олександр Багач Київська область          | Роман Вірастюк Івано-Франківська область  | Юрій Білоног Одеська область              |
| 1998           | Олександр Багач Київська область          | Юрій Білоног Одеська область              | Василь Вірастюк Івано-Франківська область |
| 1999           | Олександр Багач Київська область          | Юрій Білоног Одеська область              | Василь Вірастюк Івано-Франківська область |
| 2000 (квітень) | Юрій Білоног Одеська область              | Олександр Багач Київська область          | Василь Вірастюк Івано-Франківська область |
| 2000           | Василь Вірастюк Івано-Франківська область | Андрій Немчанінов Росія                   | Андрій Бородкін Хмельницька область       |
| 2001           | Юрій Білоног Одеська область              | Василь Вірастюк Івано-Франківська область | Юрій Пархоменко Київ                      |
| 2002 (зимовий) | Роман Вірастюк Івано-Франківська область  | Юрій Пархоменко Київ                      | Михайло Гресько Івано-Франківська область |
| 2002           | Роман Вірастюк Івано-Франківська область  | Андрій Бородкін Хмельницька область       | Юрій Пархоменко Київ                      |
| 2003           | Юрій Білоног Одеська область              | Роман Вірастюк Івано-Франківська область  | Юрій Пархоменко Київ                      |
| 2004           | Роман Вірастюк Івано-Франківська область  | Андрій Бородкін Донецька область          | Юрій Пархоменко Київ                      |
| 2005           | Андрій Бородкін Хмельницька область       | Андрій Немчанінов Київська область        | Андрій Семенов Одеська область            |
| 2006           | Андрій Семенов Одеська область            | Андрій Бородкін Хмельницька область       | Андрій Немчанінов Київська область        |
| 2007           | Султан Аль-Хабаші Саудівська Аравія       | Юрій Білоног Одеська область              | Андрій Семенов Одеська область            |
| 2008           | Андрій Семенов Одеська область            | Андрій Бородкін Хмельницька область       | Віктор Самолюк Київська область           |
| 2009           | Андрій Бородкін Закарпатська область      | Андрій Семенов Одеська область            | Віктор Самолюк Київська область           |
| 2010           | Андрій Семенов Одеська область            | Андрій Бородкін Закарпатська область      | Станіслав Сегеда Сумська область          |
| 2011           | Андрій Семенов Одеська область            | Андрій Бородкін Закарпатська область      | Віктор Самолюк Київська область           |
| 2012           | Андрій Семенов Одеська область            | Дмитро Савицький Одеська область          | Віктор Самолюк Київська область           |
| 2013           | Андрій Бородкін Тернопільська область     | Дмитро Савицький Одеська область          | Микола Багач Київська область             |
| 2014           | Віктор Самолюк Київська область           | Микола Багач Київська область             | Дмитро Савицький Одеська область          |
| 2015           | Віктор Самолюк Київська область           | Дмитро Савицький Одеська область          | Андрій Семенов Одеська область            |
| 2016           | Віктор Самолюк Київська область           | Микола Багач Київська область             | Дмитро Савицький Одеська область          |
| 2017           | Віктор Самолюк Київська область           | Ігор Мусієнко Сумська область             | Микола Багач Київська область             |
| 2018           | Віктор Самолюк Київська область           | Ігор Мусієнко Сумська область             | Микола Багач Київська область             |
| 2019           | Роман Кокошко Одеська область             | Віктор Самолюк Київська область           | Ігор Мусієнко Сумська область             |
| 2020           | Ігор Мусієнко Сумська область             | Віктор Самолюк Київська область           | Степан Дем'янчук Львівська область        |
| 2021           | Ігор Мусієнко Сумська область             | Роман Кокошко Одеська область             | Віктор Самолюк Київська область           |
| 2022           | Ігор Мусієнко Сумська область             | Віктор Самолюк Київська область           | Віктор Климук Київ                        |
| 2023           | Ігор Мусієнко Сумська область             | Артем Левченко Харківська область         | Віктор Климук Київ                        |
| 2024           | Артем Левченко Харківська область         | Роман Кокошко Вінницька область           | Віктор Самолюк Київ                       |
| 2025           | Артем Левченко Харківська область         | Віктор Самолюк Київська область           | Максим Коваль Черкаська область           |

### Метання диска
| Чемпіонат      | Золото                                     | Срібло                                       | Бронза                                           |
| -------------- | ------------------------------------------ | -------------------------------------------- | ------------------------------------------------ |
| 1992 (зимовий) |                                            |                                              |                                                  |
| 1992           | Володимир Зінченко Запорізька область      | Андрій Кохановський Дніпропетровська область | Дмитро Ковцун Київ                               |
| 1993 (зимовий) |                                            |                                              |                                                  |
| 1993           | Володимир Зінченко Запорізька область      |                                              |                                                  |
| 1994 (зимовий) |                                            |                                              |                                                  |
| 1994           | Володимир Зінченко Запорізька область      |                                              |                                                  |
| 1995 (зимовий) |                                            |                                              |                                                  |
| 1995           | Віталій Сидоров Київ                       | Дмитро Ковцун Київ                           | Олександр Скупський Запорізька область           |
| 1996 (зимовий) |                                            |                                              |                                                  |
| 1996           | Віталій Сидоров Київ                       | Юрій Білоног Одеська область                 |                                                  |
| 1997 (зимовий) | Олександр Скупський Запорізька область     |                                              |                                                  |
| 1997           | Віталій Сидоров Київ                       | Олександр Скупський Запорізька область       | Василь Петров Луганська область                  |
| 1998 (зимовий) |                                            | Олександр Скупський Запорізька область       |                                                  |
| 1998           | Віталій Сидоров Київ                       | Кирило Чупринін Волинська область            | Василь Петров Луганська область                  |
| 1999 (зимовий) | Віталій Сидоров Одеська область            | Павло Пірожков Одеська область               | Кирило Чупринін Волинська область                |
| 1999           | Юрій Білоног Одеська область               | Віталій Сидоров Одеська область              | Кирило Чупринін Волинська область                |
| 2000 (зимовий) | Кирило Чупринін Волинська область          | Юрій Білоног Одеська область                 | Павло Пірожков Одеська область                   |
| 2000           | Кирило Чупринін Волинська область          | Юрій Білоног Одеська область                 | Павло Пірожков Одеська область                   |
| 2001 (зимовий) | Юрій Білоног Одеська область               | Кирило Чупринін Волинська область            | Іван Напреєнко АР Крим                           |
| 2001           | Юрій Білоног Одеська область               | Кирило Чупринін Волинська область            | Віталій Юрченко Черкаська область                |
| 2002 (зимовий) | Юрій Білоног Одеська область               | Аббас Самімі Іран                            | Кирило Чупринін Волинська область                |
| 2002           | Аббас Самімі Іран                          | Кирило Чупринін Волинська область            | Іван Напреєнко Харківська область                |
| 2003 (зимовий) | Станіслав Нестеровський Херсонська область |                                              | Юрій Крисін Донецька область                     |
| 2003           | Юрій Білоног Одеська область               | Аббас Самімі Іран                            | Кирило Чупринін Волинська область                |
| 2004 (зимовий) | Станіслав Нестеровський Херсонська область | Андрій Ткачук Запорізька область             | Сергій Пругло АР Крим                            |
| 2004           | Кирило Чупринін Волинська область          | Станіслав Нестеровський Херсонська область   | Сергій Пругло АР Крим                            |
| 2005 (зимовий) | Кирило Чупринін Волинська область          | Станіслав Нестеровський Херсонська область   |                                                  |
| 2005           | Кирило Чупринін Волинська область          | Андрій Семенов Одеська область               | Станіслав Нестеровський Херсонська область       |
| 2006 (зимовий) | Кирило Чупринін Волинська область          | Сергій Пругло АР Крим                        | Олексій Семенов Донецька область                 |
| 2006           | Сергій Пругло АР Крим                      | Станіслав Нестеровський Херсонська область   | Кирило Чупринін Волинська область                |
| 2007 (зимовий) | Кирило Чупринін Волинська область          | Дмитро Існюк Дніпропетровська область        | Сергій Пругло АР Крим                            |
| 2007           | Станіслав Нестеровський Херсонська область | Султан Альдавуді Саудівська Аравія           | Юрій Білоног Одеська область                     |
| 2008 (зимовий) | Микита Нестеренко Дніпропетровська область | Іван Гришин Київська область                 | Сергій Пругло АР Крим                            |
| 2008           | Микита Нестеренко Дніпропетровська область | Олексій Семенов Донецька область             | Дмитро Існюк Дніпропетровська область            |
| 2009 (зимовий) | Сергій Пругло АР Крим                      | Микита Нестеренко Дніпропетровська область   | Іван Гришин Київська область                     |
| 2009           | Олексій Семенов Донецька область           | Іван Гришин Київська область                 | Дмитро Існюк Дніпропетровська область            |
| 2010 (зимовий) | Сергій Пругло АР Крим                      | Іван Гришин Київська область                 | Володимир Костюченко Київська область            |
| 2010           | Іван Гришин Київська область               | Олексій Семенов Донецька область             | Сергій Пругло АР Крим                            |
| 2011 (зимовий) | Олексій Семенов Донецька область           | Сергій Пругло АР Крим                        | Павло Карсак Одеська область                     |
| 2011           | Іван Гришин Київська область               | Микита Нестеренко Дніпропетровська область   | Олексій Семенов Донецька область                 |
| 2012 (зимовий) | Олексій Семенов Донецька область           | Павло Карсак Одеська область                 | Дмитро Поздняков Донецька область                |
| 2012           | Микита Нестеренко Дніпропетровська область | Олексій Семенов Донецька область             | Станіслав Нестеровський Дніпропетровська область |
| 2013 (зимовий) | Олексій Семенов Донецька область           | Володимир Костюченко Київська область        | Сергій Пругло АР Крим                            |
| 2013           | Микита Нестеренко Дніпропетровська область | Іван Панасюк Тернопільська область           | Дмитро Поздняков Донецька область                |
| 2014 (зимовий) | Микита Нестеренко Дніпропетровська область | Олексій Семенов Донецька область             | Іван Панасюк Тернопільська область               |
| 2014           | Олексій Семенов Донецька область           | Станіслав Нестеровський Харківська область   | Роман Рижий Волинська область                    |
| 2015 (зимовий) | Олексій Семенов Донецька область           | Микита Нестеренко Дніпропетровська область   | Іван Панасюк Тернопільська область               |
| 2015           | Микита Нестеренко Дніпропетровська область | Роман Рижий Дніпропетровська область         | Станіслав Нестеровський Харківська область       |
| 2016 (зимовий) | Микита Нестеренко Дніпропетровська область | Ігор Мусієнко Сумська область                | Роман Рижий Волинська область                    |
| 2016           | Микита Нестеренко Дніпропетровська область | Станіслав Нестеровський Харківська область   | Роман Рижий Волинська область                    |
| 2017 (зимовий) | Микита Нестеренко Дніпропетровська область | Олексій Семенов Донецька область             | Іван Панасюк Тернопільська область               |
| 2017           | Іван Панасюк Тернопільська область         | Олексій Семенов Донецька область             | Станіслав Нестеровський Харківська область       |
| 2018 (зимовий) | Микита Нестеренко Харківська область       | Ігор Мусієнко Сумська область                | Григорій Безлюдний Сумська область               |
| 2018           | Микита Нестеренко Харківська область       | Руслан Валітов Дніпропетровська область      | Роман Рижий Волинська область                    |
| 2019 (зимовий) | Микита Нестеренко Харківська область       | Іван Панасюк Тернопільська область           | Владислав Черніков Дніпропетровська область      |
| 2019           | Микита Нестеренко Харківська область       | Іван Панасюк Тернопільська область           | Олексій Касьянов Запорізька область              |
| 2020 (зимовий) | Микита Нестеренко Харківська область       | Іван Поваляшко Сумська область               | Дмитро Олексенко Сумська область                 |
| 2020           | Микита Нестеренко Харківська область       | Олексій Кирилін Черкаська область            | Олександр Шилівський Тернопільська область       |
| 2021 (зимовий) | Микита Нестеренко Дніпропетровська область | Руслан Валітов Дніпропетровська область      | Іван Поваляшко Сумська область                   |
| 2021           | Микита Нестеренко Дніпропетровська область | Руслан Валітов Дніпропетровська область      | Віталій Римарук Львівська область                |
| 2022 (зимовий) | Микита Нестеренко Дніпропетровська область | Руслан Валітов Дніпропетровська область      | Іван Поваляшко Сумська область                   |
| 2022           | Олексій Кирилін Черкаська область          | Євген Максименко Харківська область          | Ігор Висоцький Тернопільська область             |
| 2023 (зимовий) | Микита Нестеренко Дніпропетровська область | Руслан Валітов Дніпропетровська область      | Євген Максименко Харківська область              |
| 2023           | Микита Нестеренко Дніпропетровська область | Руслан Валітов Дніпропетровська область      | Олексій Кирилін Черкаська область                |
| 2024 (зимовий) | Руслан Валітов Дніпропетровська область    | Вадим Журба Київ                             | Віктор Самолюк Київ                              |
| 2024           | Руслан Валітов Дніпропетровська область    | Олександр Титаренко Сумська область          | Євген Максименко Харківська область              |
| 2025 (зимовий) | Руслан Валітов Дніпропетровська область    | Ярослав Листопад Полтавська область          | Олександр Титаренко Сумська область              |
| 2025           | Михайло Брудін Донецька область            | Олександр Титаренко Сумська область          | Віктор Самолюк Київська область                  |

### Метання молота
| Чемпіонат      | Золото                                     | Срібло                                     | Бронза                                     |
| -------------- | ------------------------------------------ | ------------------------------------------ | ------------------------------------------ |
| 1992 (зимовий) |                                            |                                            |                                            |
| 1992           | Андрій Скварук Рівненська область          | Вадим Колесник Луганська область           |                                            |
| 1993 (зимовий) |                                            |                                            |                                            |
| 1993           | Вадим Колесник Луганська область           |                                            |                                            |
| 1994 (зимовий) |                                            |                                            |                                            |
| 1994           | Андрій Скварук Рівненська область          | Олександр Крикун Черкаська область         | Вадим Колесник Луганська область           |
| 1995 (зимовий) |                                            |                                            |                                            |
| 1995           | Андрій Скварук Рівненська область          | Олександр Крикун Черкаська область         | Вадим Колесник Луганська область           |
| 1996 (зимовий) |                                            |                                            |                                            |
| 1996           | Андрій Скварук Рівненська область          | Олександр Крикун Черкаська область         | Вадим Грабовий Дніпропетровська область    |
| 1997 (зимовий) |                                            |                                            |                                            |
| 1997           | Вадим Колесник Рівненська область          | Вадим Грабовий Дніпропетровська область    | Павло Міліневський Тернопільська область   |
| 1998 (зимовий) |                                            |                                            |                                            |
| 1998           | Владислав Піскунов Херсонська область      | Олександр Крикун Черкаська область         | Вадим Грабовий Дніпропетровська область    |
| 1999 (зимовий) | Владислав Піскунов Херсонська область      | Артем Рубанко Київ                         | Вадим Колесник Рівненська область          |
| 1999           | Владислав Піскунов Херсонська область      | Вадим Грабовий Дніпропетровська область    | Вадим Колесник Рівненська область          |
| 2000 (зимовий) | Владислав Піскунов Херсонська область      | Олександр Крикун Черкаська область         | Вадим Грабовий Дніпропетровська область    |
| 2000           | Владислав Піскунов Херсонська область      | Андрій Скварук Рівненська область          | Олександр Крикун Черкаська область         |
| 2001 (зимовий) | Владислав Піскунов Херсонська область      | Вадим Грабовий Дніпропетровська область    | Олександр Крикун Черкаська область         |
| 2001           | Андрій Скварук Рівненська область          | Олександр Крикун Черкаська область         | Владислав Піскунов Херсонська область      |
| 2002 (зимовий) | Владислав Піскунов Херсонська область      | Олександр Крикун Черкаська область         | Вадим Грабовий Дніпропетровська область    |
| 2002           | Олександр Крикун Черкаська область         | Владислав Піскунов Херсонська область      | Артем Рубанко Київ                         |
| 2003 (зимовий) | Владислав Піскунов АР Крим                 | Вадим Грабовий Дніпропетровська область    | Сергій Карпович Дніпропетровська область   |
| 2003           | Андрій Скварук Рівненська область          | Владислав Піскунов АР Крим                 | Олександр Крикун Черкаська область         |
| 2004 (зимовий) | Артем Рубанко Київ                         | Владислав Піскунов АР Крим                 | Ігор Тугай Київська область                |
| 2004           | Артем Рубанко Київська область             | Олександр Крикун Черкаська область         | Вадим Грабовий Дніпропетровська область    |
| 2005 (зимовий) | Артем Рубанко Київ                         | Вадим Грабовий Дніпропетровська область    | Владислав Піскунов Херсонська область      |
| 2005           | Андрій Скварук Рівненська область          | Ігор Тугай Київська область                | Владислав Піскунов Херсонська область      |
| 2006 (зимовий) | Євген Виноградов Київська область          | Артем Рубанко Київ                         | Ігор Тугай Київська область                |
| 2006           | Ігор Тугай Київська область                | Євген Виноградов Київська область          | Олександр Крикун Київ                      |
| 2007 (зимовий) | Ділшод Назаров Таджикистан                 | Євген Виноградов Київська область          | Олексій Сокирський АР Крим                 |
| 2007           | Євген Виноградов Київська область          | Ігор Тугай Київська область                | Артем Рубанко Київська область             |
| 2008 (зимовий) | Євген Виноградов Київська область          | Артем Рубанко Київська область             | Олексій Сокирський АР Крим                 |
| 2008           | Євген Виноградов Київська область          | Артем Рубанко Київська область             | Ігор Тугай Київська область                |
| 2009 (зимовий) | Ділшод Назаров Таджикистан                 | Артем Рубанко Київська область             | Дмитро Миколайчук Київська область         |
| 2009           | Артем Рубанко Київська область             | Олексій Сокирський АР Крим                 | Євген Виноградов Київська область          |
| 2010 (зимовий) | Ділшод Назаров Таджикистан                 | Олексій Сокирський АР Крим                 | Артем Рубанко Київська область             |
| 2010           | Олексій Сокирський АР Крим                 | Андрій Мартинюк Черкаська область          | Дмитро Миколайчук Київська область         |
| 2011 (зимовий) | Олексій Сокирський АР Крим                 | Дмитро Миколайчук Київська область         | Артем Рубанко Хмельницька область          |
| 2011           | Олексій Сокирський АР Крим                 | Олександр Дриголь Дніпропетровська область | Дмитро Миколайчук Київська область         |
| 2012 (зимовий) | Артем Рубанко Київ                         | Олексій Сокирський АР Крим                 | Олександр Дриголь Дніпропетровська область |
| 2012           | Олександр Дриголь Дніпропетровська область | Андрій Мартинюк Черкаська область          | Артем Рубанко Київ                         |
| 2013 (зимовий) | Євген Виноградов Київ                      | Олексій Сокирський АР Крим                 | Дмитро Миколайчук Київська область         |
| 2013           | Євген Виноградов Київ                      | Олексій Сокирський АР Крим                 | Дмитро Миколайчук Київська область         |
| 2014 (зимовий) | Андрій Мартинюк Черкаська область          | Дмитро Миколайчук Київська область         | Євген Виноградов Київ                      |
| 2014           | Євген Виноградов Київ                      | Андрій Мартинюк Черкаська область          | Олександр М'ягких Черкаська область        |
| 2015 (зимовий) | Євген Виноградов Київ                      | Андрій Мартинюк Черкаська область          | Олександр М'ягких Черкаська область        |
| 2015           | Євген Виноградов Київ                      | Сергій Регеда Київська область             | Антон Крикун Черкаська область             |
| 2016 (зимовий) | Андрій Мартинюк Черкаська область          | Артем Полешко Київська область             | Михайло Гаврилюк Івано-Франківська область |
| 2016           | Андрій Мартинюк Черкаська область          | Євген Виноградов Київська область          | Сергій Регеда Київська область             |
| 2017 (зимовий) | Андрій Мартинюк Черкаська область          | Петро Вівчарук Рівненська область          | Євген Полухін Донецька область             |
| 2017           | Сергій Регеда Київська область             | Євген Виноградов Київська область          | Петро Вівчарук Рівненська область          |
| 2018 (зимовий) | Сергій Регеда Київська область             | Андрій Мартинюк Черкаська область          | Петро Вівчарук Рівненська область          |
| 2018           | Гліб Піскунов Херсонська область           | Сергій Регеда Київська область             | Володимир Мисливчук Рівненська область     |
| 2019 (зимовий) | Сергій Регеда Київська область             | Сергій Перевозніков Закарпатська область   | Володимир Мисливчук Рівненська область     |
| 2019           | Михайло Кохан Дніпропетровська область     | Сергій Перевозніков Закарпатська область   | Гліб Піскунов Херсонська область           |
| 2020 (зимовий) | Сергій Перевозніков Закарпатська область   | Михайло Гаврилюк Івано-Франківська область | Петро Вівчарук Рівненська область          |
| 2020           | Михайло Кохан Дніпропетровська область     | Гліб Піскунов Херсонська область           | Сергій Перевозніков Закарпатська область   |
| 2021 (зимовий) | Сергій Перевозніков Закарпатська область   | Гліб Піскунов Херсонська область           | Петро Вівчарук Рівненська область          |
| 2021           | Михайло Кохан Дніпропетровська область     | Іван Тихон Білорусь                        | Михайло Гаврилюк Івано-Франківська область |
| 2022 (зимовий) | Михайло Гаврилюк Івано-Франківська область | Сергій Перевозніков Закарпатська область   | Євген Полухін Донецька область             |
| 2022           | Гліб Піскунов Донецька область             | Сергій Перевозніков Закарпатська область   | Антон Крикун Київ                          |
| 2023 (зимовий) | Михайло Гаврилюк Івано-Франківська область | Сергій Перевозніков Закарпатська область   | Євген Полухін Донецька область             |
| 2023           | Михайло Кохан Дніпропетровська область     | Михайло Гаврилюк Івано-Франківська область | Гліб Піскунов Донецька область             |
| 2024 (зимовий) | Гліб Піскунов Донецька область             | Михайло Гаврилюк Івано-Франківська область | Сергій Перевозніков Закарпатська область   |
| 2024           | Гліб Піскунов Донецька область             | Олексій Яценко Київ                        | Євгеній Літвін Волинська область           |
| 2025 (зимовий) | Гліб Піскунов Донецька область             | Євгеній Літвін Волинська область           | не вручалась                               |
| 2025           | Гліб Піскунов Донецька область             | Олексій Яценко Київ                        | Андрій Кунєєв Київська область             |

### Метання списа
| Чемпіонат      | Золото                                      | Срібло                                      | Бронза                                      |
| -------------- | ------------------------------------------- | ------------------------------------------- | ------------------------------------------- |
| 1992 (зимовий) |                                             |                                             |                                             |
| 1992           | Андрій Мазніченко Київ                      | Сергій Гаврась Сумська область              | Андрій Углов Київ                           |
| 1993 (зимовий) |                                             |                                             |                                             |
| 1993           | Андрій Новиков Харківська область           | Андрій Мазніченко Київ                      |                                             |
| 1994 (зимовий) |                                             |                                             |                                             |
| 1994           | Андрій Мазніченко Київ                      |                                             | Олексій Аксьонов Рівненська область         |
| 1995 (зимовий) |                                             |                                             |                                             |
| 1995           | Андрій Углов Київ                           | Андрій Мазніченко Київ                      | Олексій Шурхал Запорізька область           |
| 1996 (зимовий) |                                             |                                             |                                             |
| 1996           | Андрій Углов Київ                           | Юрій Дроздов Донецька область               |                                             |
| 1997 (зимовий) |                                             |                                             |                                             |
| 1997           | Андрій Мазніченко Київ                      | В'ячеслав Яковлєв Запорізька область        | Сергій Волочай Донецька область             |
| 1998 (зимовий) |                                             |                                             |                                             |
| 1998           | Сергій Волочай Донецька область             | Юрій Присяжнюк Львівська область            | Юрій Дроздов Донецька область               |
| 1999 (зимовий) | Сергій Гаврась Сумська область              | Юрій Присяжнюк Львівська область            | Сергій Пупирін Запорізька область           |
| 1999           | Юрій Дроздов Донецька область               | Олег Стаценко Харківська область            | Сергій Гаврась Сумська область              |
| 2000 (зимовий) | Олег Стаценко Харківська область            | Сергій Гаврась Сумська область              | Михайло Нетренко Харківська область         |
| 2000           | Олег Стаценко Харківська область            | Віктор Міщук Волинська область              | Юрій Дроздов Донецька область               |
| 2001 (зимовий) | Олег Стаценко Харківська область            | Віктор Міщук Волинська область              | Михайло Нетренко Харківська область         |
| 2001           | Олег Стаценко Харківська область            | Василь Дубовський Волинська область         | Віктор Міщук Волинська область              |
| 2002 (зимовий) | Олег Стаценко Харківська область            | Мехті Раввасі Іран                          | Віктор Міщук Волинська область              |
| 2002           | Олег Стаценко Харківська область            | Василь Дубовський Волинська область         | Володимир Петриченко АР Крим                |
| 2003 (зимовий) | Олег Стаценко Харківська область            |                                             |                                             |
| 2003           | Олег Стаценко Харківська область            | Віктор Міщук Волинська область              | Олександр Тертичний Київ                    |
| 2004 (зимовий) | Олег Стаценко Харківська область            | Віктор Міщук Волинська область              | Володимир Петриченко АР Крим                |
| 2004           | Олег Стаценко Харківська область            | Віктор Міщук Волинська область              | Василь Дубовський Волинська область         |
| 2005 (зимовий) | Олег Стаценко Харківська область            |                                             |                                             |
| 2005           | Олег Стаценко Харківська область            | Богдан Харченко Харківська область          | Віктор Міщук Волинська область              |
| 2006 (зимовий) | Олег Стаценко Харківська область            |                                             |                                             |
| 2006           | Роман Авраменко АР Крим                     | Олександр Тертичний Київ                    | Богдан Харченко Харківська область          |
| 2007 (зимовий) | Олег Стаценко Черкаська область             | Олександр Тертичний Київ                    | Віктор Міщук Волинська область              |
| 2007           | Олег Стаценко Черкаська область             | Олександр П'ятниця Дніпропетровська область | Роман Авраменко АР Крим                     |
| 2008 (зимовий) | Олександр П'ятниця Дніпропетровська область | Роман Авраменко АР Крим                     | Олександр Тертичний Київ                    |
| 2008           | Роман Авраменко АР Крим                     | Олександр П'ятниця Дніпропетровська область | Олександр Тертичний Київ                    |
| 2009 (зимовий) | Роман Авраменко АР Крим                     | Олександр П'ятниця Дніпропетровська область | Олександр Тертичний Київ                    |
| 2009           | Олександр П'ятниця Дніпропетровська область | Роман Авраменко АР Крим                     | Олександр Тертичний Київ                    |
| 2010 (зимовий) | Роман Авраменко АР Крим                     | Дмитро Косинський Київська область          | Олександр П'ятниця Дніпропетровська область |
| 2010           | Дмитро Косинський Київська область          | Роман Авраменко АР Крим                     | Олександр П'ятниця Дніпропетровська область |
| 2011 (зимовий) | Дмитро Косинський Київська область          | Олександр П'ятниця Дніпропетровська область | Олександр Тертичний Київ                    |
| 2011           | Олександр П'ятниця Дніпропетровська область | Роман Авраменко АР Крим                     | Сергій Дячок Київська область               |
| 2012 (зимовий) | Олександр Ничипорчук Київ                   | Сергій Дячок Київська область               | Рустем Дремджи АР Крим                      |
| 2012           | Олександр П'ятниця Дніпропетровська область | Роман Авраменко АР Крим                     | Олександр Ничипорчук Київ                   |
| 2013 (зимовий) | Олександр Ничипорчук Київ                   | Микола Шама Рівненська область              | Рустем Дремджи АР Крим                      |
| 2013           | Юрій Кушнірук Запорізька область            | Рустем Дремджи АР Крим                      | Олександр Ничипорчук Київ                   |
| 2014 (зимовий) | Дмитро Косинський Київська область          | Максим Богдан Волинська область             | Олександр Ничипорчук Київ                   |
| 2014           | Дмитро Косинський Київська область          | Олександр Чехлатий Харківська область       | Максим Богдан Волинська область             |
| 2015 (зимовий) | Олександр Ничипорчук Київ                   | Дмитро Косинський Київська область          | Дмитро Шеремет Львівська область            |
| 2015           | Дмитро Косинський Київська область          | Максим Богдан Волинська область             | Микола Калюш Рівненська область             |
| 2016 (зимовий) | Микола Шама Рівненська область              | Микола Калюш Рівненська область             | Дмитро Шеремет Львівська область            |
| 2016           | Дмитро Косинський Київська область          | Дмитро Шеремет Львівська область            | Олександр Ничипорчук Київ                   |
| 2017 (зимовий) | Олександр Ничипорчук Київ                   | Олександр Чехлатий Харківська область       | Микола Калюш Рівненська область             |
| 2017           | Дмитро Шеремет Львівська область            | Юрій Кушнірук Запорізька область            | Захар Міщенко Київ                          |
| 2018 (зимовий) | Микола Калюш Рівненська область             | Микола Шама Рівненська область              | Юрій Кушнірук Запорізька область            |
| 2018           | Юрій Кушнірук Запорізька область            | Дмитро Шеремет Волинська область            | Матвій Крутієнко Київ                       |
| 2019 (зимовий) | Олександр Ничипорчук Київ                   | Микола Шама Рівненська область              | Микола Калюш Рівненська область             |
| 2019           | Олександр Ничипорчук Київ                   | Юрій Кушнірук Запорізька область            | Дмитро Шеремет Львівська область            |
| 2020 (зимовий) | Дмитро Шеремет Львівська область            | Микола Калюш Рівненська область             | Олександр Козубський Київ                   |
| 2020           | Олександр Ничипорчук Київ                   | Микола Калюш Рівненська область             | Дмитро Шеремет Львівська область            |
| 2021 (зимовий) | Олександр Ничипорчук Київ                   | Дмитро Шеремет Львівська область            | Микола Калюш Рівненська область             |
| 2021           | Олександр Ничипорчук Київ                   | Микола Калюш Рівненська область             | Борис Галушко Волинська область             |
| 2022 (зимовий) | Юрій Кушнірук Запорізька область            | Дмитро Шеремет Львівська область            | Микола Калюш Рівненська область             |
| 2022           | Олександр Ничипорчук Київська область       | Микола Калюш Рівненська область             | Дмитро Шеремет Львівська область            |
| 2023 (зимовий) | Микола Калюш Рівненська область             | Дмитро Шеремет Львівська область            | Юрій Кушнірук Запорізька область            |
| 2023           | Артур Фельфнер Київська область             | Юрій Кушнірук Запорізька область            | Дмитро Федусов Київ                         |
| 2024 (зимовий) | Артур Фельфнер Київська область             | Юрій Кушнірук Запорізька область            | Микола Калюш Рівненська область             |
| 2024           | Артур Фельфнер Київська область             | Євгеній Деулін Київська область             | Станіслав Клочко Київ                       |
| 2025 (зимовий) | Олексій Лепель Київська область             | Микола Калюш Рівненська область             | Євгеній Деулін Київська область             |
| 2025           |                                             |                                             |                                             |

## Багатоборство

### Десятиборство
| Чемпіонат | Золото                                        | Срібло                                        | Бронза                                   |
| --------- | --------------------------------------------- | --------------------------------------------- | ---------------------------------------- |
| 1992      | Віталій Колпаков Луганська область            | Іван Кирдода Черкаська область                |                                          |
| 1993      | Віталій Колпаков Луганська область            | Олександр Богданов Київ                       | Іван Бабій Запорізька область            |
| 1994      | Сергій Блонський Київська область             | Олександр Журавльов Львівська область         | Олександр Юрков Дніпропетровська область |
| 1995      | Сергій Блонський Київська область             | Олександр Юрков Дніпропетровська область      | Віктор Дивлях Дніпропетровська область   |
| 1996      | Віктор Дивлях Дніпропетровська область        | Володимир Михайленко Дніпропетровська область | Володимир Кириленко Львівська область    |
| 1997      | Олександр Юрков Дніпропетровська область      | Володимир Михайленко Дніпропетровська область | Юрій Журавський Київ                     |
| 1998      | Володимир Михайленко Дніпропетровська область | Федір Лаухін Київ                             | Сергій Рябчун Харківська область         |
| 1999      | Юрій Журавський Київ                          | Сергій Блонський Київська область             | Федір Лаухін Київ                        |
| 2000      | Федір Лаухін Київ                             | Володимир Шатковський Київ                    | Ігор Пересипкін Луганська область        |
| 2001      | Сергій Блонський Київська область             | Володимир Шатковський Київська область        | Сергій Дудник Дніпропетровська область   |
| 2002      |                                               |                                               |                                          |
| 2003      | Федір Лаухін Київ                             | Сергій Олійник Одеська область                | Володимир Шатковський Київська область   |
| 2004      | Олександр Юрков Київська область              | Сергій Блонський Київська область             | Юрій Блонський Київська область          |
| 2005      | Юрій Блонський Київська область               | Сергій Рябчун Харківська область              | Андрій Клімарчук Київська область        |
| 2006      | Микола Шульга Київська область                | Євген Нікітін Харківська область              | Юрій Блонський Київська область          |
| 2007      | Микола Шульга Київська область                | Євген Нікітін Харківська область              | Андрій Клімарчук Київська область        |
| 2008      | Олексій Касьянов Запорізька область           | Микола Шульга Київська область                | Олексій Гордієнко Черкаська область      |
| 2009      | Євген Нікітін Харківська область              | Хаді Сеперхзад Іран                           | Микола Шульга Київська область           |
| 2010      | Євген Нікітін Харківська область              | Олексій Гордієнко Черкаська область           | Марк Тимченко Харківська область         |
| 2011      | Євген Нікітін Харківська область              | Олексій Гордієнко Черкаська область           | Олександр Паламарчук Київська область    |
| 2012      | Сергій Чемерис Дніпропетровська область       | Василь Іваницький Львівська область           | Віталій Пінкевич Харківська область      |
| 2013      | Василь Іваницький Львівська область           | Іван Шофул Київська область                   | Артур Суюнов Запорізька область          |
| 2014      | Василь Іваницький Львівська область           | Олександр Паламарчук Київська область         | Сергій Ярохович Дніпропетровська область |
| 2015      | Василь Іваницький Львівська область           | Сергій Ярохович Дніпропетровська область      | Олександр Паламарчук Запорізька область  |
| 2016      | Сергій Ярохович Дніпропетровська область      | Артур Суюнов Запорізька область               | Василь Іваницький Львівська область      |
| 2017      | Василь Іваницький Львівська область           | Руслан Малогловець Дніпропетровська область   | Валентин Олійник Одеська область         |
| 2018      | Василь Іваницький Львівська область           | Вадим Адамчук Вінницька область               | Ярослав Богдан Київська область          |
| 2019      | Руслан Малогловець Дніпропетровська область   | Вадим Адамчук Вінницька область               | Ярослав Богдан Київська область          |
| 2020      | Олексій Касьянов Запорізька область           | Вадим Адамчук Вінницька область               | Ярослав Богдан Київська область          |
| 2021      | Вадим Адамчук Вінницька область               | Василь Іваницький Львівська область           | Артур Суюнов Запорізька область          |
| 2022      | Владислав Різниченко Київ                     | Андрій Василевський Миколаївська область      | Віталій Гаюк Миколаївська область        |
| 2023      | Владислав Різниченко Львівська область        | Ярослав Богдан Київська область               | Артем Міщенко Київська область           |
| 2024      | Артем Міщенко Київська область                | Владислав Різниченко Одеська область          | Максим Зейналян Волинська область        |
| 2025      |                                               |                                               |                                          |